# Mengniu
Mengniu Dairy (chinois simplifié : 蒙牛 ; pinyin : Měngniú ; litt. « vache mongole ») est une entreprise chinoise laitière basée à Hohhot, en Mongolie-Intérieure. Elle a été impliquée dans le scandale du lait frelaté en 2008. COFCO en est le principal actionnaire avec 16,3 % du capital. 
C'est, vers 2016, le principal producteur de lait de Chine. Son plus grand concurrent en Chine est Yili Group.

## Histoire
En janvier 2017, Mengniu Dairy annonce une offre d'acquisition de China Modern Dairy pour 826 millions de dollars.
En juillet 2019, Mengniu Dairy annonce la vente d'une participation de 51 % dans Shijiazhuang Junlebao Dairy pour 581 millions de dollars. En septembre 2019, Mengniu annonce l'acquisition de Bellamy, entreprise australienne spécialisée dans le lait en poudre pour nourrisson, pour 983 millions de dollars.
En novembre 2019, Mengniu Dairy annonce l'acquisition de Lion Dairy & Drinks, une filiale australienne de Kirin  pour 407 millions de dollars. En août 2020, cette acquisition est abandonnée par Mengniu Dairy, à la suite des tensions entre la Chine et l'Australie, induit une opposition par les autorités australiennes.
En mai 2021, Danone annonce finaliser la cession de l'intégralité de sa participation dans Mengniu Dairy, pour un montant total de 1,6 milliard d'euros. 